# Nestor Chergiani
Nestor Chergiani (* 20. července 1975 Mestia) je bývalý gruzínský zápasník–judista a sambista, stříbrný olympijský medailista z roku 2004.

## Sportovní kariéra
Zápasit začal v dětství v rodné Mestii. K judu se dostal v polovině devadesátých let jako juniorský reprezentant Gruzie v zápasu sambo. V roce 1997 se dostal do judistické reprezentace vedené Šotou Chabarelim a vydržel v ní dlouhých 13 let. V roce 1999 se třetím místem na mistrovství světa v Birminghamu kvalifikoval na olympijské hry v Sydney, ale nevyladil optimálně formu a vypadl v úvodním kole s Jihokorejcem Čong Sok-kjongem.
V roce 2004 se kvalifikoval na olympijské hry v Athénách. Po nevýrazných výsledcích v olympijské sezoně se dokázal na hlavní turnaj sezony připravit a po takticky vyzrálém výkonu postoupil do finále proti Japonci Tadahiro Nomurou. Od úvodu odrážel Nomurovi nástupy a za cenu tří penalizací (bodově wazari) vydržel s favoritem celých pět minut zápasu. Získal stříbrnou olympijskou medaili.
V roce 2007 se druhým místem na mistrovství světa v Riu kvalifikoval na olympijské hry v Pekingu v roce 2008. Do Pekingu však nepřijel v optimální formě a vypadl v úvodním kole s Francouzem Dimitri Draginem. V roce 2010 v judistické reprezentaci skončil s odvolaným trenérem Chabarelim (politika). Šanci reprezentovat mu dali sambisté, pro které získal v témže roce titul mistra Evropy. Sportovní kariéru ukončil v roce 2011.

## Výsledky
| Turnaj             | 1997            | 1998            | 1999            | 2000            | 2001            | 2002            | 2003            | 2004            | 2005            | 2006            | 2007            | 2008            | 2009            |
| Turnaj             | 22              | 23              | 24              | 25              | 26              | 27              | 28              | 29              | 30              | 31              | 32              | 33              | 34              |
| Turnaj             | superlehká váha | superlehká váha | superlehká váha | superlehká váha | superlehká váha | superlehká váha | superlehká váha | superlehká váha | superlehká váha | superlehká váha | superlehká váha | superlehká váha | superlehká váha |
| ------------------ | --------------- | --------------- | --------------- | --------------- | --------------- | --------------- | --------------- | --------------- | --------------- | --------------- | --------------- | --------------- | --------------- |
| Olympijské hry     |                 |                 |                 | úč.             |                 |                 |                 | 2.              |                 |                 |                 | úč.             |                 |
| Mistrovství světa  | —               |                 | 3.              |                 | 5.              |                 | úč.             |                 | úč.             |                 | 2.              |                 | 5.              |
| Mistrovství Evropy | 7.              | 1.              | 3.              | 3.              | 3.              | 3.              | 1.              | úč.             | —               | 5.              | 3.              | 3.              | 3.              |